# Middle Island (Canadá)
Middle Island é uma ilha desabitada do Canadá, e que constituiu o ponto mais meridional do país. Fica no lago Erie, a sul da Ilha Pelee e administrativamente na província de Ontário e tem 18,5 hectares.
É mais meridional que Boston, Detroit ou Roma, e 13 estados dos Estados Unidos da América estão integramente situados a norte desta ilha. A ilha Middle está inclusivamente a sul de partes do condado de Del Norte na Califórnia.

## História
Durante a Lei Seca, a ilha era ponto de depósito de álcool antes de ser transferido para lanchas para a costa norte do Ohio. Tem uma pista de aviação com 300 m de comprimento, que termina em água de ambos os lados. Uma mansão erguia-se na ilha, mas hoje só restam as fundações. Middle Island é hoje uma reserva natural.